# Iris Frederix
Iris Frederix (Schimmert, 1981) is een Nederlands kunstschilder en docent schilderkunst. Daarnaast is ze sinds 2019 te zien als coach in het programma Project Rembrandt.

## Levensloop
Frederix werd geboren in Schimmert, Zuid-Limburg. Als kind had ze naar eigen zeggen kort de droom om actrice te worden, maar in 1998 startte ze met een opleiding aan de kunstacademie in Maastricht. Vervolgens studeerde ze Autonoom Schilderen aan de Koninklijke Academie van Beeldende Kunsten in Den Haag en rondde deze opleiding in 2004 af. Daarna volgde ze aan de Hogeschool van Amsterdam een opleiding tot docent Beeldende Kunst en Vormgeving, die ze in 2006 voltooide. Datzelfde jaar betrok Frederix een kunstatelier aan de Wittenburgergracht in Amsterdam. Nadat ze een periode in het Bimhuis in Amsterdam woonde, verhuisde ze in 2011 naar een atelierwoning in de wijk Leidsche Rijn in Utrecht.
Frederix maakt zowel vrije werken als portretten in opdracht. Ze maakte enkele monumentale portretten van bekende Nederlanders, waaronder van Youp van ’t Hek, Gerard Fieret, Guus Hiddink en Frits Bolkestein. Haar werken werden tentoongesteld in onder meer het Literatuurmuseum, het Noordbrabants Museum en Kröller-Müller Museum, alsmede bij diverse galerieën.
Naast haar werk als kunstschilder geeft ze sinds 2010 ook les als docent schilderkunst. Sinds 2019 is ze te zien als coach in het programma Project Rembrandt. Frederix voelt zich naar eigen zeggen erg verwant met Rembrandt, aangezien zij net als hij geïnteresseerd is in mensen en psychologie.

## Stijl
Het werk van Frederix wordt gerekend tot het hedendaags realisme en wordt beïnvloed door Barok en Renaissancekunst, oude meesters als Rembrandt en Da Vinci, de beeldtaal van de negentiende eeuw en moderne inspiratiebronnen zoals film en (glamour)fotografie. In haar schilderijen, vaak op groot formaat en in heldere kleuren, zijn realistische voorstellingen van mensen en dieren te zien. In haar werk is romantiek is een terugkerend element. Daarnaast spelen ook thema’s als komedie en hedendaagse maatschappelijke ontwikkelingen een rol.

## Privé
Samen met kunstschilder Victor Muller heeft Frederix twee zoons. Haar zoons staan regelmatig model voor haar schilderijen.

## Prijzen
- Lustrumprijs van Galerie Joghem, Amsterdam (2005)

## Boeken
- Frederix, I. (2015) Paintings/schilderijen. ISBN 9789090289267